# Eramosa River
Eramosa River är ett vattendrag i Kanada.   Det ligger i provinsen Ontario, i den sydöstra delen av landet, 400 km sydväst om huvudstaden Ottawa.
Omgivningarna runt Eramosa River är en mosaik av jordbruksmark och naturlig växtlighet. Runt Eramosa River är det ganska glesbefolkat, med 29 invånare per kvadratkilometer.